# Краснокам'янка (Феодосійський район)

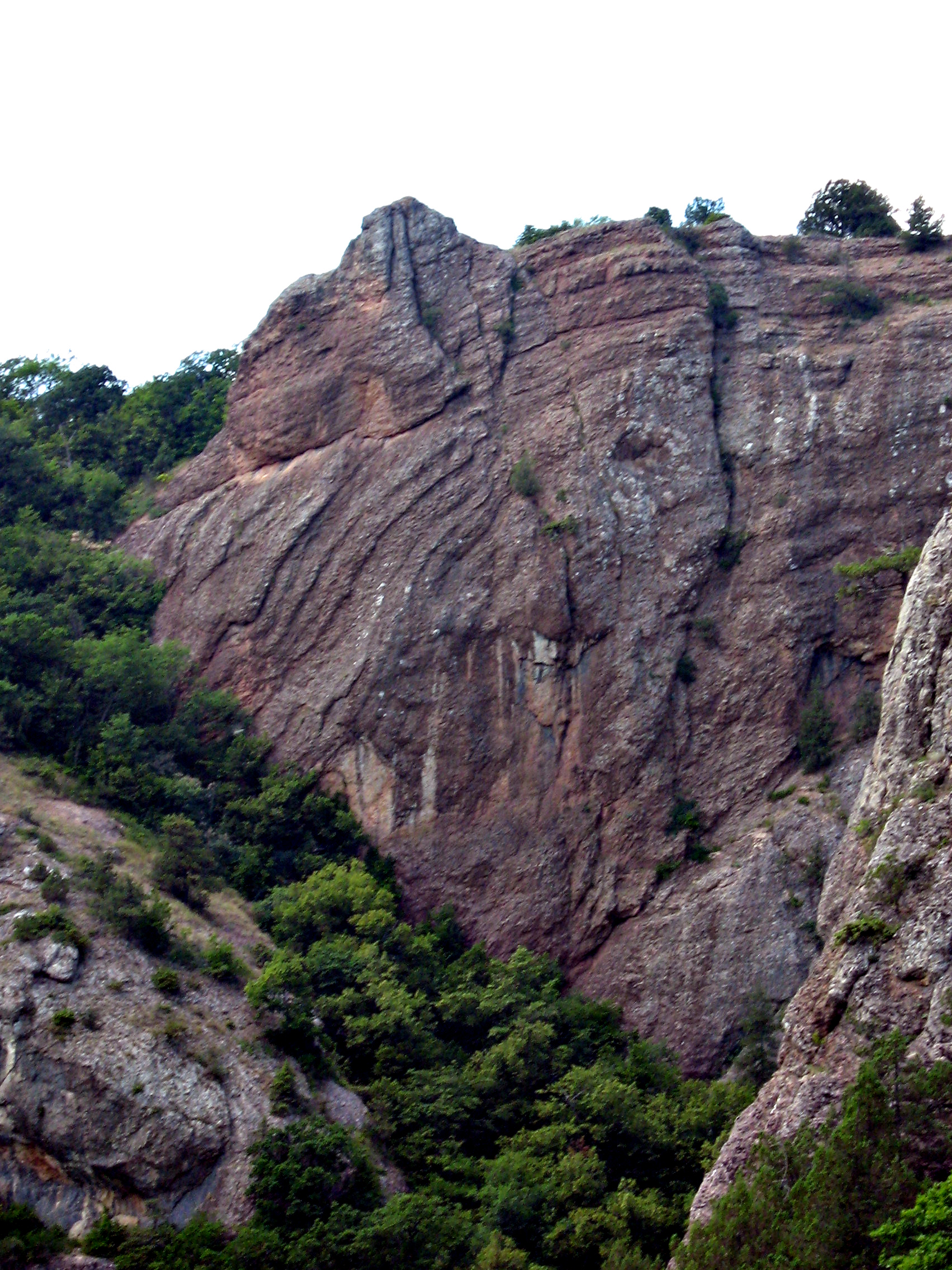
Красний камінь.

Краснока́м'янка (до 1948 року — Кизилташ, крим. Qızıltaş) — село в Україні, у складі Феодосійського району Автономної Республіки Крим.
Гірські схили урочища Кизилташ покриті лісами з дуба пухнастого, дуба скельного і граба звичайного, часто зустрічаються реліктові рослини, занесені до Червоної книги: ялівець високий, фісташка туполиста, багато видів орхідей.
Найвища вершина в околицях Краснокам'янки — Сандик-Кая (Кам'яний лоб) — 698 метрів над рівнем моря. Це один з найбільших коралових рифових масивів в Криму. Друга назва Сандик-каї: Гора Сундук
По території Краснокам'янки протікає Монастирський струмок (Кизилташський струмок, Лагим-Узень, довжина 12 км), права притока річки Отузка.

## Історія
Історична назва — Кизилташ, в 1948 році (18 травня) Указом Президії Верховної Ради РРФСР перейменовано в Краснокам'янку, у період перебування в селі в / ч 12 ГУ МО було відомо як Підприємство абонентський ящик 105, Симферополь- 32, абонентська скринька 99, Феодосія-13, в / ч 42615, в / ч 62047, в / ч 4125 (Тигр).

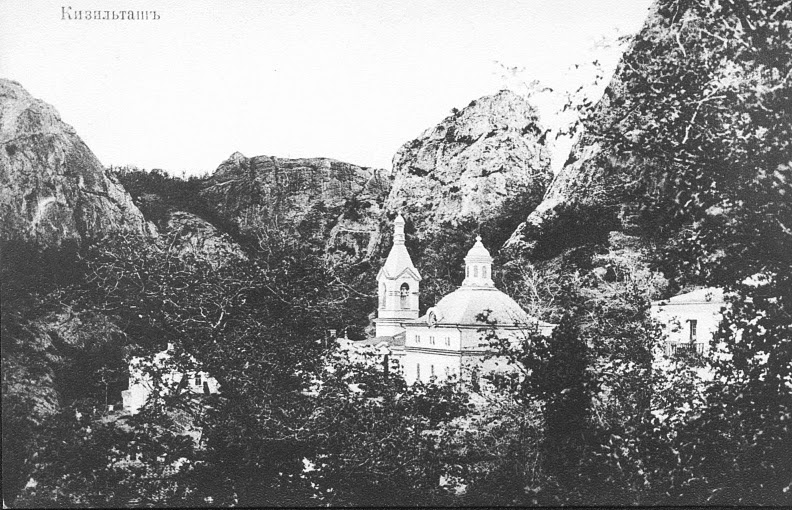
Кизилташський монастир. Початок ХХ ст.

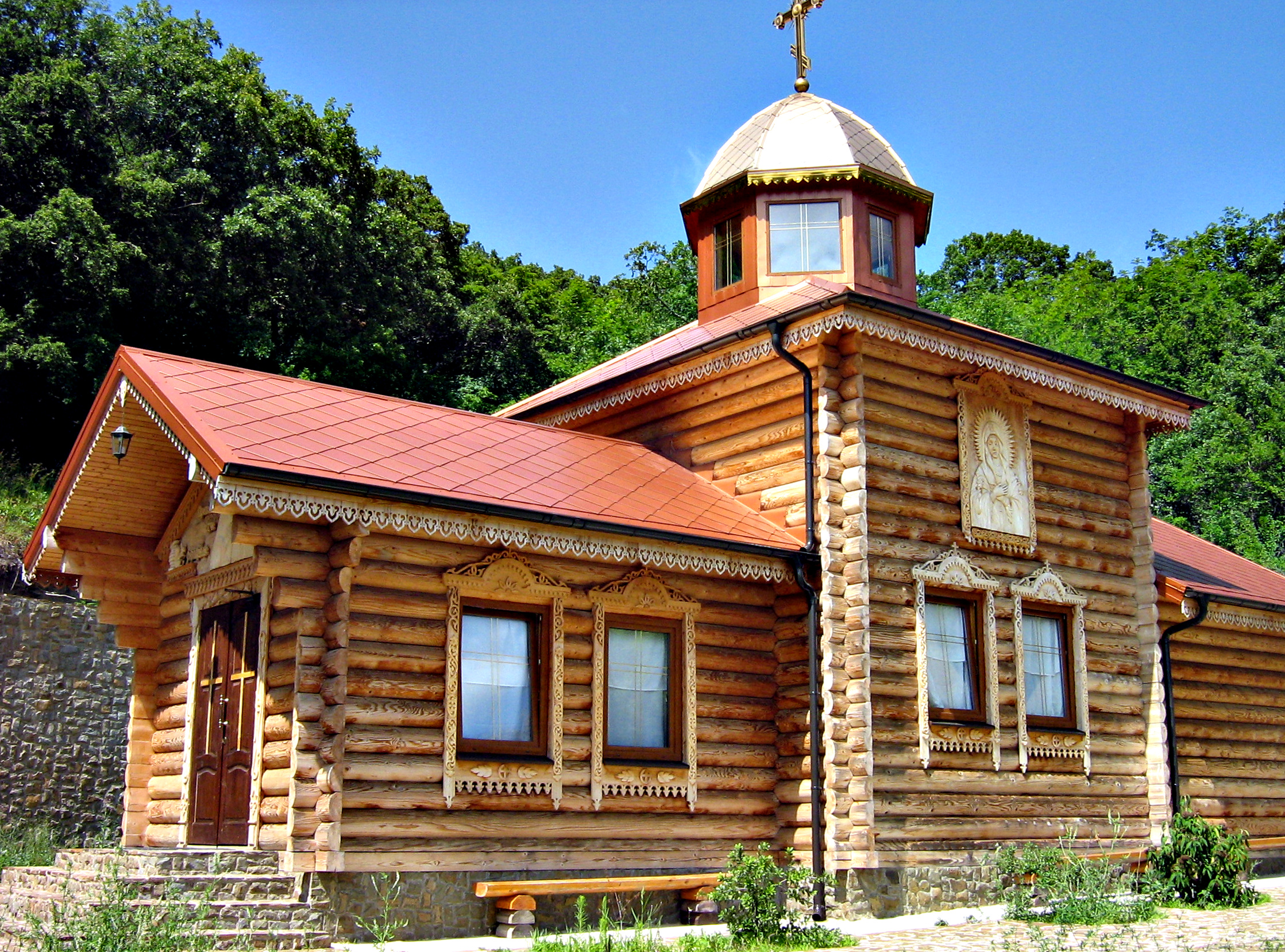
Кизилташський монастир. Початок ХХІ ст.

В 1856 архієпископ Херсонський і Таврійський Інокентій заснував в урочищі Кизилташський чоловічий монастир.
Невелика печера в скелі з цілющим джерелом, на початку XVIII століття прославилася чудом набуття ікони Божої Матері, перетворилася на скит з келіями на 50 послушників, церквою, двома готелями, різноманітними службами.
В 1894 у в Кизилташському чоловічому монастирі мешкало 65 осіб.
На землі монастиря були (зараз перебувають у занедбаному стані) два джерела, вода одного з них вважалася цілющою. Крім того поблизу знаходиться сірководневе джерело, біля якого ченці побудували невелику грязелікарню.
На початку ХХ століття в Кизилташському урочищі діяли два храми — Святителя Стефана і Успіння Богородиці.

## Після радянської окупації
За радянської влади монастир був закритий (в 1923 р.).
На території монастиря була відкрита дитяча трудова колонія, пізніше землі були віддані Щебетівській сільськогосподарській артілі, а монастирські будівлі використовувалися під гуртожиток і клуб. З 1930 р. на території Кизилташа знаходився будинок відпочинку ВПС Московського військового округу, який працював до початку Другої світової війни.
З 1945 року по 1950 рік в монастирі знову розміщувався санаторій московського військового округу.

## Початок атомної ери. Ядерний об'єкт СРСР
Наприкінці 1950 р. Рада міністрів СРСР ухвалила рішення про створення в Мінсередмаші (12-те Головне управління Міністерства оборони) центральних баз зберігання ядерної зброї.
7 Листопада 1950 р. Президією Верховної Ради РРФСР було ухвалено рішення про організацію однієї з таких баз (об'єкт 712, в / ч 62047, в / ч 42615) в Кизилташі, відгородженому гірськими відрогами від сторонніх очей. Сховища виробів планувалося розташувати в товщі гори Кизилташ.
Будівництво почалося в 1950 р. силами будівельного управління Міністерства середнього машинобудування. Керували роботами фахівці Ленінградського метробуду. Більшість робіт виконувалося силами спеціально відібраних ув'язнених (всі мали допуск за формою один), що мають досвід шахтних робіт.
10 січня 1951 року створено ВТТ ЄВ «ВТТ і будівництво рудника», підлеглий ГУЛПС (ГУЛАГ МЮ з 02.04.53), літер ЄВ телеграфний код «Море» поштові адреси: Кримська область, м Феодосія, п / я 46, м Сімферополь, п / я ЄВ-103. Завдання — будівництво «рудника» (Пр. 0036 МВС від 24.01.51), гірничі роботи (Пр. 00937 МВС від 31.12.51.) І будівництво дизельної електростанції і бетонного заводу (Пр. 00232 від 07.03.52 МВС.).
Наказом МВС від 00400 16.04.52 персонал у ВТТ ЄВ прямував тільки з дозволу органів МГБ. Розпорядженням 650 МВС від 18.04.52 для ВТТ «ЄВ» встановлена перша категорія таємності.
ВТТ ЄВ 14 травня 1953 р. перейменований в Гагарінське ЛО (табірне відділення, наказ від 29.04.53). Число ув'язнених на 15 березня 1953—2445 чоловік. Гагарінське ЛО перейменовано з ЛО у ВТТ (Наказ МВС від 00599 26.07.54), а між 3 лютого 1955 і 1 серпня 1955 року — знову з ВТТ в ЛО.
Підпорядкованість — * ГУЛАГ МЮ з 14 травня 1953 року;
- ГУЛАГ МВС з 28 січня 1954 р.,
- Главпромстрой З 3 лютого 1955 року;
- ГУЛАГ МВС не пізніше 1 серпня 1955 року.

Число ув'язнених 1 червня 1953—1837, 01 січня 1954—1008, 01 січня 1955—313, 1956—177 01 січня.
Гагарінське ЛО закрите 1 грудня 1 955 року (Наказ МВС 0577 від 01.12.55).
Вантажі для табору надходили на залізничну станцію Сариголь (нині станція Айвазовська) Сталінської залізниці.

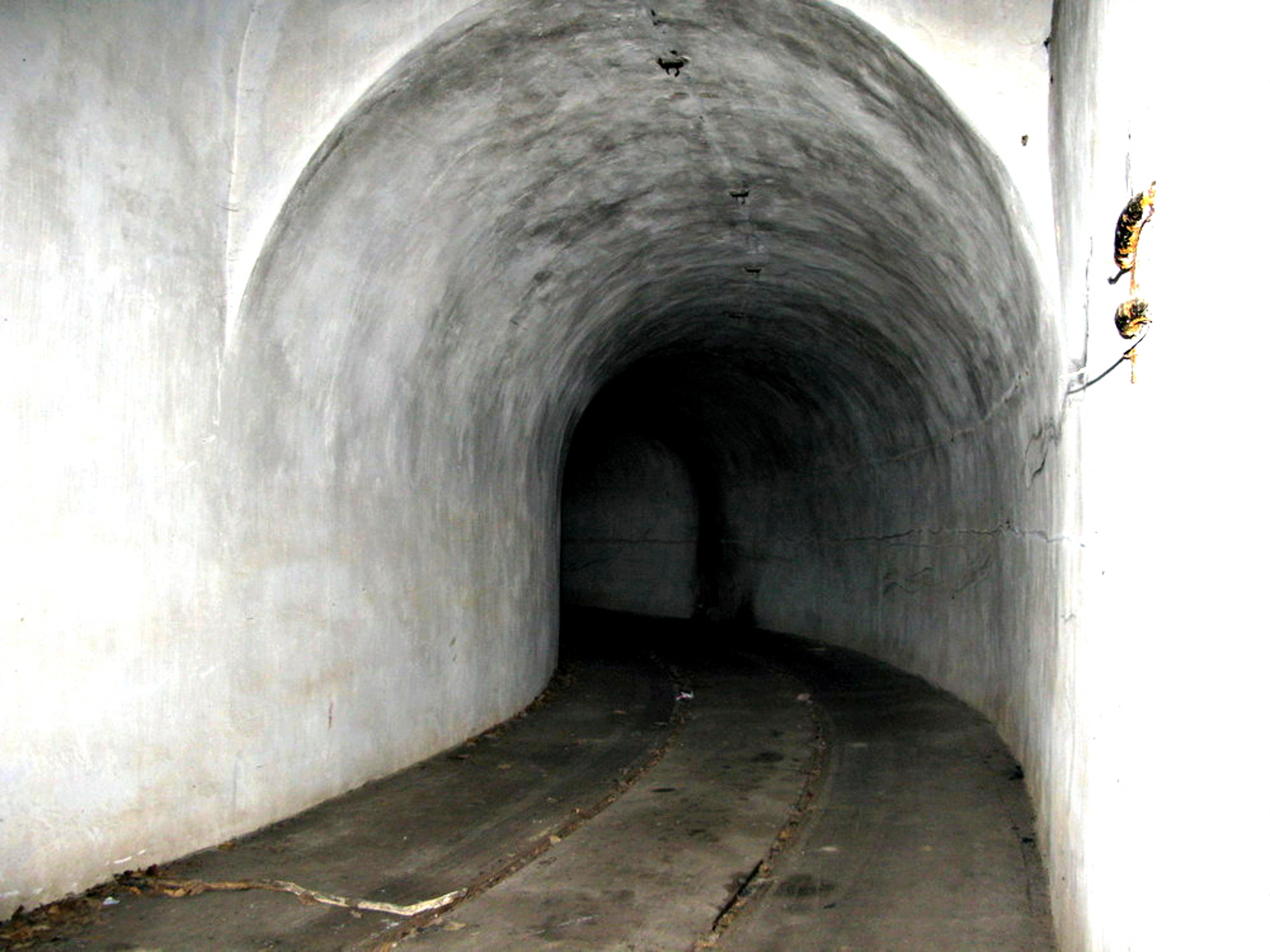
Тунель, по якому вивозилися готові вироби

У товщі гори Кизилташ до 1955 р. був пройдений тунель, аналогічний тунелям метро, що мав другий вихід у бік Старого Криму, закінчені роботи в головному складальному залі, розміри якого перевершували розміри станцій метрополітену (висота близько 20 метрів). Головний складальний зал, зали-сховища і зали перевірки працездатності виробів з'єднувалися транспортною мережею, що дозволяла переміщати вантажі на спеціальних вагонетках по рейках. Вхід в тунель перекривався герметичним затвором масою кілька сотень тонн, який відкочувався в нішу електроприводом. На випадок аварійної ситуації було передбачено переміщення затвора вручну. Туалетом дозволялося користуватися тільки в аварійних ситуаціях, тому в разі необхідності доводилося добиратися до виходу з тунелю (два кілометри). До появи на початку шістдесятих років імпульсних нейтронних джерел у складі виробів застосовувалися постійно діючі нейтронні джерела типів НІ-2 і НЗ-5Б, робота з якими була надзвичайно шкідлива для персоналу. Активні компоненти центральних частин зарядів знятих з експлуатації виробів РДС-3 перетворювалися в порошок, що сильно ускладнювало роботу з їх утилізації.
Частина ув'язнених що відбули терміни (при виконанні денної норми на 151 % день зараховувався за три) по закінченні будівництва залишилася на об'єкті вільнонайманими в обслуговуючих підрозділах підприємства.
На території підприємства діяв сухий закон, у початковий період будівництва заборонено було також мати фотоапарати (пізніше заборона стосувалася тільки зйомок на об'єкті і навколишніх гір).
На поверхні були побудовані стаціонарні контрольно-пропускні пункти на в'їзних дорогах, дизельна електростанція, будинки для офіцерів і службовців частини, автобаза, будинок офіцерів, госпіталь з поліклінікою, магазин, ясла, дитячий садок і школа (нині середня школа № 18, нумерація феодосійська). На території табору ув'язнених побудували перший стадіон. У містечку біля пожежної частини, гуртожитки молодих офіцерів, школи, будинок офіцерів, у містечку дивізіону охорони побудовані спортивні майданчики. Будівлю колишнього будинку відпочинку ВПС Московського військового округу зайняв штаб частини (заводоуправління п. с. 131).
Більшість начальників Центральної бази зберігання раніше були керівниками управлінь КДБ або МВС. На вимогу режимних органів всі офіцери об'єкта були переодягнені в морську форму — найближче (закрите) місто Феодосія було базою Чорноморського флоту.
В'їзд на територію спецпоселення дозволявся тільки за спеціальними перепустками, виїзд з об'єкта тільки по службових потребах або у відпустку, будь-які родинні чи гостьові візити були заборонені. Зв'язок — тільки службовий. Телебачення не було — найближчий ретранслятор перебував у Феодосії. Поштові відправлення приходили в поштові відділення кримських міст — спочатку Сімферополя-32, потім — Феодосії-13.
Зібрані в Кизилташі вироби номера 1050 і 1070 у вересні 1956 року брали участь у навчаннях «Застосування тактичного повітряного десанту слідом за атомним ударом з метою утримання зони ураження атомного вибуху до підходу наступаючих військ з фронту» на Семипалатинському полігоні. Вироби були доставлені автотранспортом на авіабазу Багерове, а звідти по повітрю з проміжною посадкою в Енгельсі в Семипалатинськ. 10 вересня одна з бомб була скинута з літака Ту-16 з висоти 8000 метрів і підірвана на висоті 270 метрів. Тротиловий еквівалент — 38 кілотонн.
У 1959 році з Кизилташі двома залізничними складами були відправлені перші ядерні боєголовки в НДР (Фюрстенберг).
У вересні 1962 (Операція «Анадир») під час карибської кризи шість зібраних в Кизилташі авіабомб серії «407 Н» на дизель-електроході «Індигірка» були відправлені з Сєвєроморська в порт Маріель на Кубі.
Наприкінці листопада 1962 р. бомби були завантажені на суховантаж «Архангельськ» і до січня 1963 р. повернулися на Кизилташ.

## Епоха розвиненого соціалізму

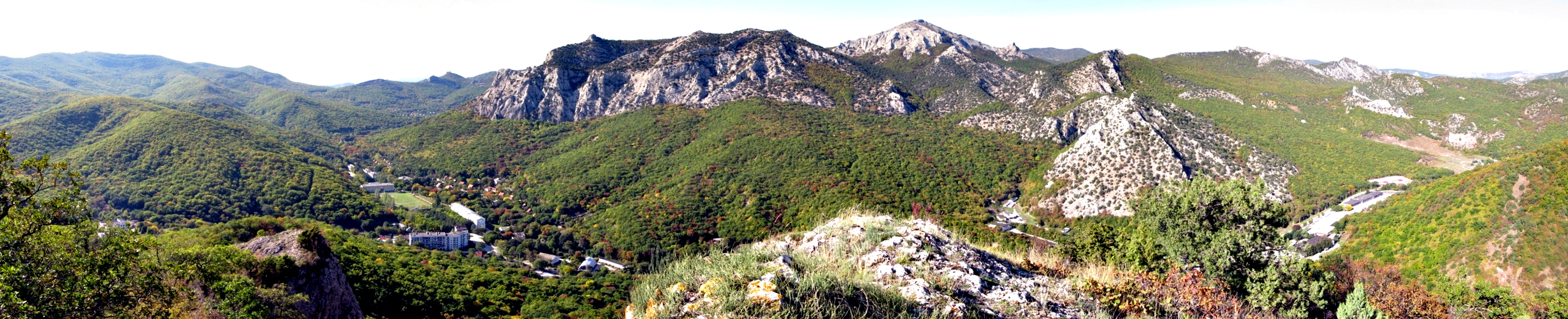
Кизилташ.

У наступні роки в Кизилташі також здійснювалася розбирання та утилізація ядерної зброї першого покоління. Ядерні заряди відправлялися на переробку, інші вузли пускали під прес на місці. Вироби надходили з найвіддаленіших районів СРСР. Так, після розформування військової частини 75414 в Анадирі у зв'язку зі створенням РВСН ядерні боєприпаси були вивезені з Анадиря у Кизилташ.
- 1960 рік — згідно з версією Нової газети, випробування ядерної міни під крейсером[3], Меганом.